# Elektrownia jądrowa Peach Bottom
Elektrownia jądrowa Peach Bottom (ang. Peach Bottom Atomic Power Station) – czynna amerykańska elektrownia jądrowa położona koło miasteczka Peach Bottom w stanie Pensylwania, ok. 61 km od Baltimore. Składa się z dwóch czynnych bloków z reaktorami wodno-wrzącymi i jednego nieczynnego bloku z reaktorem HTGR (pierwszy tego typu w USA i pierwszy na świecie podłączony do sieci energetycznej).
Bloki nr 2 i 3 zostały zaprojektowane przez Bechtel, a reaktory dostarczył General Electric. Reaktor nr 2 osiągnął stan krytyczny 16 września 1973, a reaktor nr 3 – 7 sierpnia 1974. Ostatnio wydane licencje zakładały pracę reaktorów, odpowiednio, do 2033 i do 2034. W 2016 operator elektrowni zadeklarował, że na początku lat 20. XXI wieku będzie ubiegał się o przedłużenie licencji o kolejne 20 lat, tj. do 2053 i 2054. Zapowiedź ta spotkała się z krytyką lokalnych organizacji społecznych przeciwnych energetyce jądrowej, np. Three Mile Island Alert.
Elektrownia zatrudnia około 725 pracowników etatowych i ok. 275 pracowników kontraktowych. Przy normalnej pracy obu bloków, elektrownia pobiera ze zbiornika Conowingo na rzece Susquehanna ok. 5700 m³ wody na minutę. Praktycznie całość tej wody wraca do zbiornika lub do atmosfery w postaci pary wodnej.
Elektrownia posłużyła jako placówka wzorcowa w badaniach nad bezpieczeństwem reaktorów jądrowych, takich jak NUREG-1150, czy State-of-the-Art Reactor Consequence Analyses.

## Reaktor HTRG
Pierwszy blok elektrowni został zamówiony przez Philadelphia Electric Company. Inwestycja kosztowała 28,5 mln USD (według wartości z 1962). Stanowi go nieczynny eksperymentalny reaktor wysokotemperaturowy chłodzony gazem (HTRG) – helem – z moderatorem grafitowym. Był to pierwszy reaktor tego typu w USA i pierwszy na świecie, który został podłączony do sieci energetycznej. Wykorzystywał wysoko wzbogacone paliwo uranowo-torowe. Paliwo tego samego typu wykorzystywano potem w reaktorze HTRG elektrowni jądrowej Fort St. Vrain. Stalową obudowę bezpieczeństwa zbudowano już w trakcie eksploatacji bloku.
Pracował do 31 października 1974. Zużyte paliwo jądrowe zostało usunięte z bloku, a basen na paliwo został osuszony i poddany dekontaminacji. Zbiornik ciśnieniowy reaktora, układ obiegu pierwotnego i generatory pary pozostają na swoim miejscu. Blok znajduje się w stanie bezpiecznego zamknięcia (SAFSTOR). Demontaż planowany jest nie wcześniej niż w 2034, po wyłączeniu bloków 2 i 3.
Podstawowe parametry pracy:
- ciśnienie robocze obiegu pierwotnego: 2,3 MPa
- temperatura chłodziwa na wlocie: 327 °C
- temperatura chłodziwa na wylocie: 700÷726 °C
- gęstość mocy: 8,3 MW/m³

## Dane techniczne
| Nr bloku                 | Blok 1                | Blok 2                                      | Blok 3                                          |
| ------------------------ | --------------------- | ------------------------------------------- | ----------------------------------------------- |
| Typ                      | HTRG                  | BWR                                         | BWR                                             |
| Model                    |                       | BWR-4 Mark I                                | BWR-4 Mark I                                    |
| Status                   | Wyłączony             | Aktywny                                     | Aktywny                                         |
| Dostawca                 |                       | General Electric                            | General Electric                                |
| Właściciel               | Exelon Generation Co. | Exelon Corp. (50%), PSEG Power (50%)        | Exelon Corp. (50%), PSEG Power (50%)            |
| Operator                 | Exelon Generation Co. | Exelon Generation Co.                       | Exelon Generation Co.                           |
| Data rozpoczęcia budowy  | 1 lutego 1962         | 31 stycznia 1968                            | 31 stycznia 1968                                |
| Data osiąg. stanu kryt.  | 3 marca 1966          | 16 września 1973                            | 7 sierpnia 1974                                 |
| Data włączenia do sieci  | 27 stycznia 1967      | 18 lutego 1974 (komercyjnie - 5 lipca 1974) | 1 września 1974 (komercyjnie - 23 grudnia 1974) |
| Data trwałego wyłączenia | 31 października 1974  |                                             |                                                 |
| Moc elektryczna netto    | 40 MW                 | 1308 MW                                     | 1308 MW                                         |
| Moc elektryczna brutto   | 42 MW                 | 1412 MW                                     | 1412 MW                                         |
| Moc termiczna            | 115 MW                | 3951 MW                                     | 3951 MW                                         |
| Współczynnik wydajności  | 73% %                 | 99% %                                       | 92% %                                           |

## Incydenty i awarie
- W grudniu 1984 Institute of Nuclear Power Operations – organizacja zrzeszająca podmioty przemysłu jądrowego w USA – zwróciła uwagę kierownictwa ówczesnego operatora elektrowni, firmy Philadelphia Electric Company (PECo), na obniżanie się jakości i kultury pracy w elektrowni. Pół roku później, 10 czerwca 1985, inspektor krajowego nadzoru jądrowego, Nuclear Regulatory Commission, odnotował, że dyżurujący operator reaktora śpi na służbie – ma zamknięte oczy i odchyloną na bok głowę. Operator zaprzeczył jakoby spał i powiedział, że jedynie udawał. NRC uznało takie zachowanie za uchybienie normom bezpieczeństwa[14].

14 lipca 1985 reaktor nr 3 został planowo wyłączony z uwagi na wymianę paliwa jądrowego (w trakcie jego włączenia 18 marca 1986 popełniono błędy, za które NRC nałożył na operatora karę 200 000 USD). 23 września 1985 w kanale, którym uchodzi woda z obiegu wtórnego reaktora utonął technik chemiczny pobierający próbki wody. Ciało odnaleziono po 2 dniach poszukiwań. W listopadzie 1985 wykryto usterki we wszystkich 4 pompach awaryjnego systemu chłodzenia. Doszło też do wypadku w trakcie montażu separatora pary, który spowodował uszkodzenie dwóch elementów reaktora. 3 stycznia 1986 INPO listownie przypomniał dyrektorowi zarządzającemu PECo o pogarszających się standardach pracy elektrowni.
11 kwietnia 1986 operacja planowego wyłączenia reaktora zakończyła się jego automatycznym wyłączeniem (SCRAM). Trzy dni później prezes INPO spotkał się z dyrektorem zarządzającym PECo. Dwa tygodnie później, 26 kwietnia, nastąpiło kolejne awaryjne wyłączenie reaktora – tym razem podczas testów na linii bardzo wysokiego napięcia (500 kV).
6 sierpnia 1986 elektrownia otrzymała od NRC niską ocenę okresowego przeglądu licencji (Systematic Assessment of Licensee Performance). W sierpniu i październiku doszło do serii spotkań i wymiany korespondencji między przedstawicielami NRC a PECo. Nie mogąc ustalić szczegółów automatycznego wyłączenia się reaktora z 17 marca 1987, i aby podnieść kwalifikacje personelu i przeszkolić nowy, z inicjatywy operatora do obsługi reaktorów zostali włączeni inżynierowie z firmy General Electric – producenta reaktorów. 24 marca jeden, lub kilku mentorów GE poinformował NRC, że operatorzy reaktorów notorycznie śpią, grają w gry i bawią się w trakcie zmian nocnych i weekendowych. 31 marca 1987 elektrownia została wyłączona na polecenie NRC. Było to pierwsze w historii USA wyłączenie elektrowni jądrowej z przyczyn nietechnicznych. Po opublikowaniu raportu przez INPO, który nazwał elektrownię „wstydem dla całego sektora i kraju”, w lutym 1988 na wcześniejszą emeryturę odszedł prezes i główny kierownik utrzymania PECo. Miesiąc później odeszło z pracy jeszcze dwóch pracowników wysokiego szczebla. Elektrownia musiała zakupić na zewnątrz energię elektryczną, którą miała dostarczyć, co kosztowało około 14 milionów USD. Republikański senator na stan Pensylwania, John Heinz, powiedział, że wyłączenie elektrowni było „ostrzeżeniem dla przemysłu nuklearnego”. Nowy zarząd operatora po ponad roku wdrażania zmian w systemie pracy elektrowni uzyskał 14 kwietnia 1989 zgodę od NRC na ponowne włączenie elektrowni, co nastąpiło 1 grudnia 1989.
- 3 grudnia 2007, po otrzymaniu anonimowego donosu i nagrania wideo, operator elektrowni zerwał kontrakt z firmą ochroniarską Wackenhut Nuclear Services. Ochroniarze zostali przyłapani na spaniu w pokoju socjalnym w trakcie służby (pracownicy mogli w nim przebywać w czasie przerw, ale mieli obowiązek pozostawać cały czas w gotowości). Strażnicy zostali zastąpieni pracownikami wewnętrznymi we wszystkich 10 elektrowniach operatora. Amerykański dozór jądrowy poprosił operatorów wszystkich elektrowni jądrowych w USA o dodatkową kontrolę swoich planów i praktyk dotyczących ochrony[22]. NRC ukarało operatora grzywną w wysokości 65 000 USD[23].